# Traxenbichl
Traxenbichl ist ein kleiner Ort im Almtal in Oberösterreich und gehört zur Gemeinde Scharnstein im Bezirk Gmunden. Er umfasst auch die Ortslage Bühel.

## Geographie
Die Siedlung liegt etwa 35 Kilometer südlich von Wels, im Almtal auf um die 500 m ü. A. Sie befindet sich taleinwärts von Scharnstein, halbwegs nach Grünau, und umfasst die Ortslagen zwischen Alm im Osten, dem Krendlbach im Norden und dem Bühel, einem Talvorberg des Steineck (1418 m ü. A.), der den Ostausläufer des Traunstein darstellt. Auf der anderen Talseite erheben sich Scharnsteiner Spitze (1133 m ü. A.) und Windhagkogel (1334 m ü. A.).
Die Ortslage umfasst etwa 30 Adressen.
Auf dem Bühel liegt auch die gleichnamige Rotte Bühel, deren Adressen ebenfalls Traxenbichl lauten. Zur Alm hin liegen die Haltestelle der Almtalbahn, und die L549 Almseestraße Mühldorf (bei Scharnstein) – Grünau.
Nachbarorte
| Fischerbühel | Matzing                                     | Lippenannerl (Gem. Grünau i. A.) |
|              | Kompassrose, die auf Nachbargemeinden zeigt | Gangljodl (Gem. Grünau i. A.)    |
| Hauergraben  | Almegg                                      | Wieselmühle (Gem. Grünau i. A.)  |

## Geologie
Zwischen Kothmühle in Norden und Traxenbichl liegen bekannte eiszeitliche Ablagerungen. Die Erhebungen von Fischerbühel, Bühel wie auch Traxenbichl am Westrand des Almtales sind Randmoränen des Almgletschers, und dokumentieren die Würmeiszeitliche Vergletscherung des Raumes. Die Berge des Raumes gehören noch zu den Kalkvoralpen (Salzkammergut-Voralpen), die Flyschzone (Almtaler und Kirchdorfer Flyschberge) beginnt nördlich bei Matzing.

## Geschichte und Infrastruktur: Haltestelle Traxenbichl
Traxenbichl (der zweite Bestandteil Bichel oberdeutsch ‚Hügel‘) war ursprünglich ein Gehöft, die heutige Hausnummer Traxenbichl 19, der Hof am Bühel hieß Gut im Ober Bichl (Hnr. 26/28). Weitere alte Anwesen im 18./19. Jahrhundert sind – an der Straße taleinwärts – das Adamgut in der Au (Bahnweg 8) und das Thomagut am Anger (Hnr. 12/13), sowie am Bühel das Gut in der Edt (Hnr. 29) und am Krendlbach die Gumsenmühle (Hnr. 31)
Im Jahre 1901 wurde die Almtalbahn von Wels nach Grünau im Almtal fertiggestellt, und hier eine Haltestelle eingerichtet, Eröffnung war 23. Mai des Jahres. Seither setzte die Ortsentwicklung ein.
In den 1980er Jahren wurde die Strecke saniert und ist heute eine bedeutende Regionalverkehrsstrecke der Tourismusregion. Die Haltestelle wird im 2-Stunden-Takt bedient.
In Österreich relativ bekannt ist der Ort und die Zughaltestelle als Namensgeber für das Brettspiel Kennen Sie Traxenbichl?, einem Ortsratespiel der Firma Peri Spiele, die in Scharnstein ansässig war.